# 1972년 하계 올림픽 덴마크 선수단
덴마크는 1972년 8월 26일부터 9월 11일까지 서독 뮌헨에서 열린 제20회 하계 올림픽에 참가했다.

## 메달 집계

### 종목별 참가 선수 및 메달 수
| 종목 | 참가 선수 | 1 | 2 | 3 | 메달 합계 |
| ---- | --------- | - | - | - | --------- |
| 축구 | 16        |   |   |   |           |
| 합계 | 126       | 1 | 0 | 0 | 1         |